# Alberto Santos-Dumont
Pour les articles homonymes, voir Santos Dumont (homonymie), Santos (homonymie) et Dumont.
Alberto Santos-Dumont, né le 20 juillet 1873 à Palmira — aujourd’hui ville de Santos Dumont — au Brésil et mort le 23 juillet 1932 à Guarujá dans ce même pays, est un pionnier brésilien de l'aviation à qui de nombreux experts attribuent le premier vol réussi d'un avion.
Santos-Dumont passe la majeure partie de sa vie en France, où il construit de nombreux ballons qu'il pilote ; il conçoit et pilote également un des premiers dirigeables. Attiré par le « plus lourd que l'air », il effectue les premiers vols sur son avion 14-bis, à Bagatelle près de Paris, ce qui lui permet de réaliser le premier vol public d'un avion le 23 octobre 1906. Il est le premier à posséder les trois brevets de pilote : ballon, dirigeable et aéroplane.

## Biographie

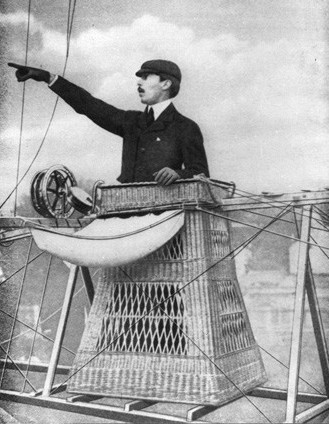
Santos-Dumont à bord d'un de ses dirigeables.

### Famille
Son père, Henrique Dumont, était Brésilien d'origine française et avait fait fortune dans les plantations de café. Sa mère, Francisca de Paula Santos, était la fille d’un notable brésilien. Sixième enfant du couple, Alberto eut deux frères et cinq sœurs.

### Enfance
Alberto Santos Dumont est issu du mariage entre Henrique Honoré Dumont de Diamantina Minas Gerais (Brésilien d'ascendance française) et Francisca de Paula Santos. Il est le sixième enfant d'une fratrie de huit. Son père est ingénieur, formé à l'École centrale des arts et manufactures de Paris. C’est en 1873, avant la naissance d’Alberto, que la famille Santos Dumont emménage dans le village de Cabangu, au Brésil ; aujourd’hui s’y trouve un musée sur sa vie et son impact dans l’aéronautique. C’est ici que son père participe à la construction du chemin de fer de Pierre II. Lorsque cette œuvre est terminée, en 1879, Alberto Santos Dumont a six ans mais il montre déjà des attraits pour l’ingénierie depuis son plus jeune âge. C’est par sa plus grande sœur qu’il apprend son alphabet, à s’instruire jusqu’à ses dix ans. De 10 à 12 ans, il étudie au Collège Culto e Ciência, sans s'être distingué parmi les autres élèves. C’est alors que la famille déménage à Sao Paulo, où il commence à s’intéresser à l’aéronautique et à développer des idées qui lui créeront une grande notoriété. Ainsi, il étudie au collège Kopke à São Paulo, au collège Morton, au collège Menezes Vieira à Rio de Janeiro et plus tard à l'Escola de Engenharia de Minas, sans avoir terminé son enseignement. Cependant, il n'est pas considéré comme un étudiant exceptionnel, n'ayant étudié que ce qui l'intéressait et prolongé ses études en autodidacte dans la bibliothèque de son père. À cette époque, il présente déjà les manières raffinées qui deviendraient plus tard une partie de son image en France, en plus de présenter une personnalité introvertie. Alberto voit son premier vol habité à São Paulo à l'âge de 15 ans, en 1888, lorsqu'un aéronaute monte dans un ballon sphérique et descend en parachute. Après un voyage que la famille Dumont réalise à Paris en 1891, Santos-Dumont commence à s'éveiller au domaine mécanique, principalement au « moteur à combustion interne », qui aboutit plus tard à la construction d'un ballon (sans moteur). Depuis lors, le jeune rêveur ne cesse de chercher des alternatives, ayant reçu de la municipalité de Ribeirão Preto une subvention afin qu'il puisse poursuivre la recherche qui, trois ans plus tard, aboutit à l'invention de son avion. Cependant, dans un journal de l'époque, il est dit que Dumont n'accepterait que si «... ce montant était destiné à un prix de concours d'avions ».

### Ballons libres

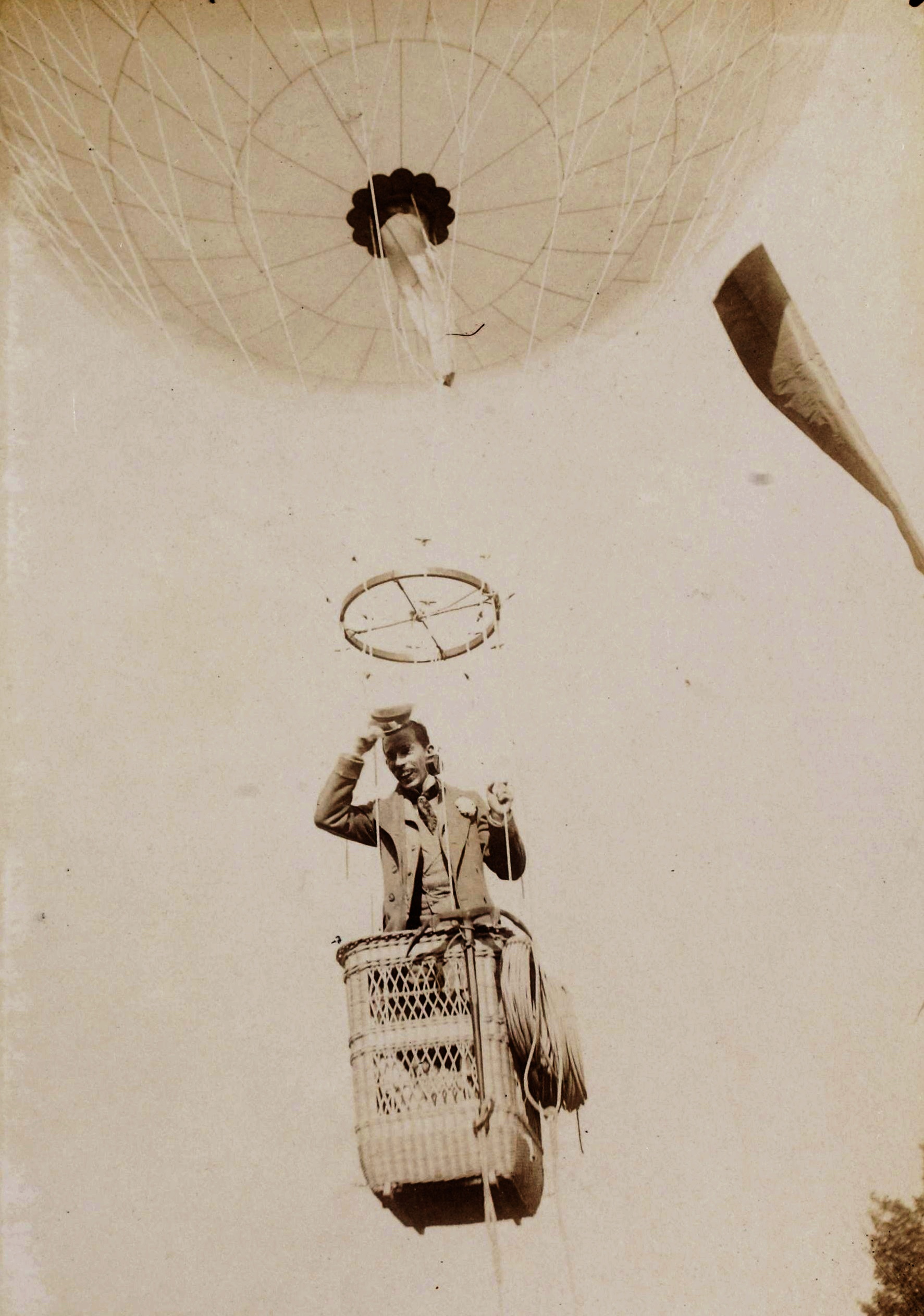
Santos-Dumont décolle le 4 juillet 1898 sur le Brazil.

En 1898, Alberto Santos-Dumont participe à une course de ballons avec un ballon de 1 800 m3 nommé l'Amérique. Durant cette course, il effectue un vol de 22 heures, de Paris jusque dans la Creuse.
Cette même année, il commande à une fabrique de dirigeables fondée par deux ingénieurs français, Henri Lachambre et Alexis Machuron, le plus petit ballon du monde, qu'il appela le Brazil. Le diamètre de ce ballon était de six mètres, ce qui correspond à une sphère dont le volume et la surface sont numériquement égaux : 113 mètres cubes et 113 mètres carrés. Construite en soie du Japon, l'enveloppe ne pesait que 3,5 kg et 14 kg après avoir été vernie en trois couches[réf. nécessaire]. Le filet en coton pesait 1 800 g. La nacelle, petite mais suffisamment spacieuse, pesait, elle, 6 kg. Un guiderope de 8 kg et un grappin de 3 kg complétaient l'équipement. Son poids total était de 27,5 kg sans ses engins d'arrêt. En raison du poids réduit de l'aéronaute, 50 kg, le Brazil gonflé à l'hydrogène réussit à emporter 30 kg de lest. L'inauguration eut lieu le 4 juillet 1898. L'ascension se prolongea pendant cinq heures, durée impressionnante pour un si petit ballon, et se termina près de Pithiviers.

### Dirigeables

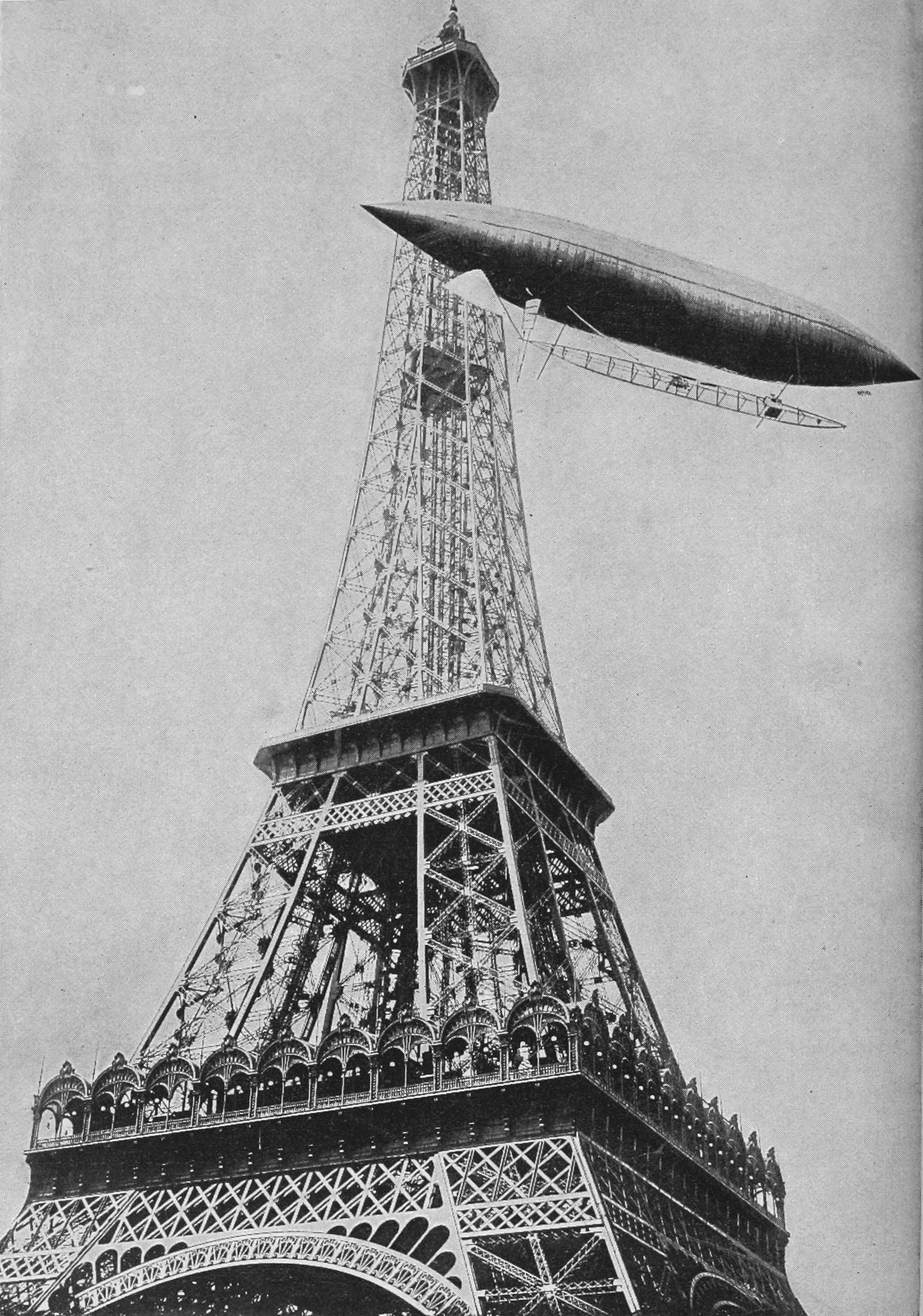
Le no 5 vire autour de la tour Eiffel en 1901.

Entre 1898 et 1907, Santos-Dumont va lancer la fabrication d'une douzaine de dirigeables.

En 1898, il fait construire un premier dirigeable, équipé d'un moteur De Dion-Bouton, par le fabricant français d'aérostats Henri Lachambre, qui fabriquera par la suite tous ses dirigeables.

#### 1901: le prix Deutsch de La Meurthe
En 1900, le mécène Henry Deutsch de la Meurthe crée une compétition, dotée de 100 000 francs, réservée aux seuls dirigeables et qui consiste à couvrir en moins de 30 minutes la distance entre Saint-Cloud et la tour Eiffel. Santos-Dumont y participe avec son dirigeable no 5. À sa première tentative, le 8 août 1901, il est victime d'un accident : alors qu'il a déjà viré la tour Eiffel, à la suite d'un dégonflement incontrôlable, son dirigeable heurte un immeuble au quai de Passy et il se retrouve suspendu au 5e étage, ! Il réussit finalement le 19 octobre 1901 sur le no 6, mais la question de savoir s'il a, à quelques secondes près, fait l'aller et retour dans le temps imposé agitera l'Aéro-Club de France et les médias jusqu'en novembre.
Le prix lui est finalement attribué, mais Santos-Dumont démissionne de l'Aéro-club en constatant que sa cause n'a été sauvée que par le vote des membres de l'Académie des sciences, qui n'en font pas partie. La réconciliation a lieu lors du dîner-conférence du 4 décembre 1902, présidé par le marquis Jules-Albert de Dion ; les ballons automobiles de Santos-Dumont sont à l'honneur lors de la séance de lanterne magique offerte par Léon Gaumont, à l'issue de laquelle, sur la proposition d'Étienne Giraud, Santos-Dumont est réintégré dans l'Aéro-club par acclamations.

#### La Baladeuse et l'omnibus

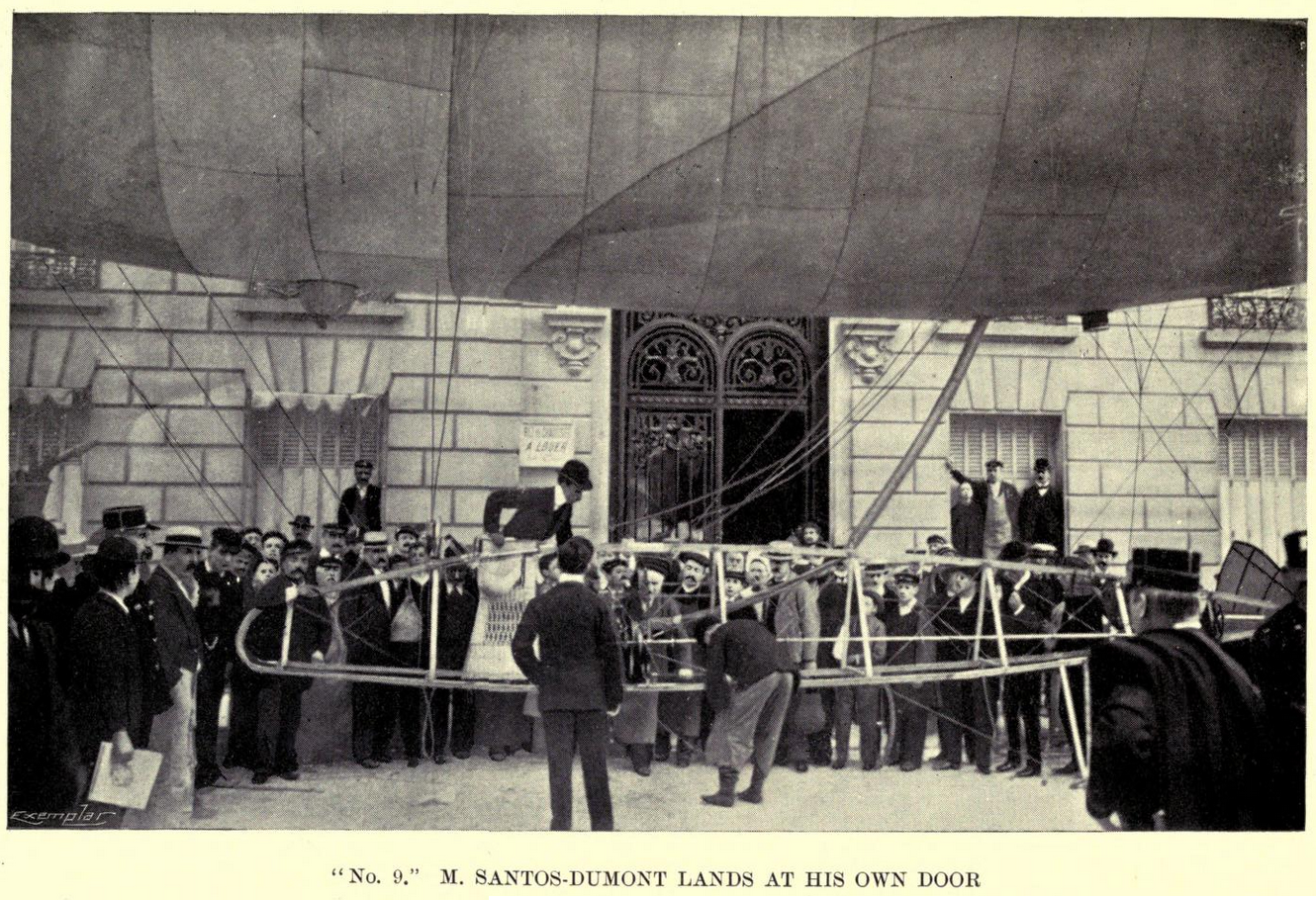
Santos Dumont atterrissant à sa propre porte avec le no 9 en 1904.

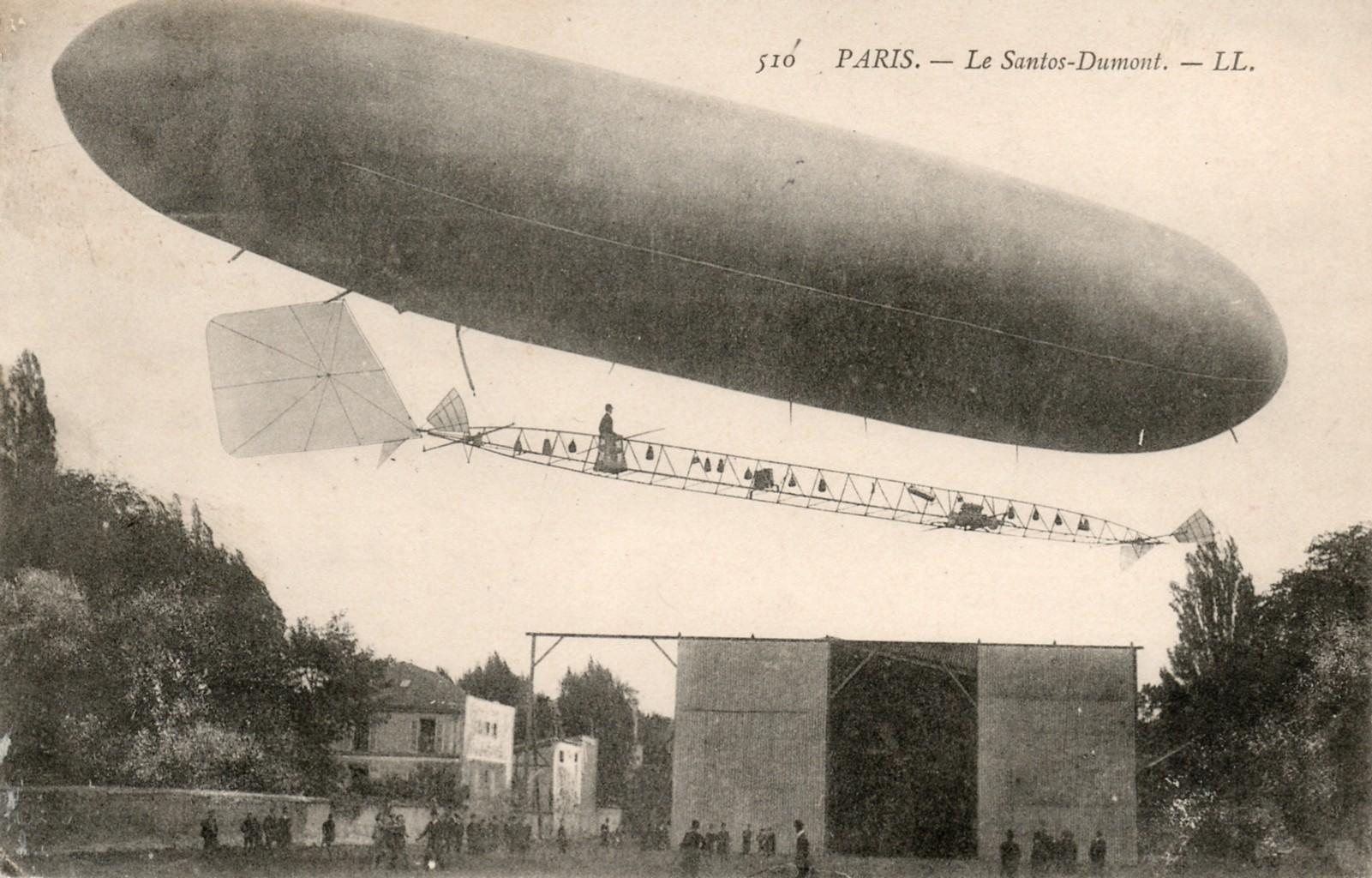
Le dirigeable no 10 de Santos-Dumont (l'Omnibus), vers 1904 au-dessus de son hangar à Paris.

Le plus petit (et aussi le plus original) de tous ces ballons dirigeables est le no 9 dénommé « La Baladeuse » que l'inventeur utilise pour son usage personnel afin de démontrer la facilité d’utilisation de ce type d'aérostat dans un environnement urbain. Il s'agit d'une petite machine, monoplace, courte, équipée d'un moteur bicylindre Clément-Bayard de 3 ch.
Il l'utilise pour diverses raisons et se pose régulièrement devant l'entrée de son immeuble situé 114 avenue des Champs-Élysées (image ci-contre). Il part en excursion au-dessus de Paris, emmène un enfant, donne des cours de conduite à une des premières femmes aéronautes, Aida de Acosta, part en pique-nique au bois de Boulogne et va jusqu'à effectuer des vols de nuit en équipant son engin d'un projecteur.
À l'inverse, le plus grand de ses dirigeables sera le no 10 dénommé « L'Omnibus ». Sa construction est répartie entre les
Ateliers de Vaugirard, qui réalisent l’enveloppe et l’équipe de Santos-Dumont à Neuilly qui réalise la nacelle, l’assemblage et les essais.

#### Les expériences de Monaco
Entre le 28 janvier et le 14 février 1902, Santos Dumont effectua cinq vols dans la baie de Monaco à bord de son no 6, le cinquième vol se terminant par un amerrissage accidentel (voir à ce sujet Les expériences de Santos-Dumont à Monaco (en)).

### Aéroplanes
En 1904, Santos-Dumont publie son livre Dans l'air chez l'éditeur Fasquelle (voir ci-dessous « Publications »). Il se passionne également pour les « machines volantes » de Clément Ader, d'Otto Lilienthal et des frères Wright.

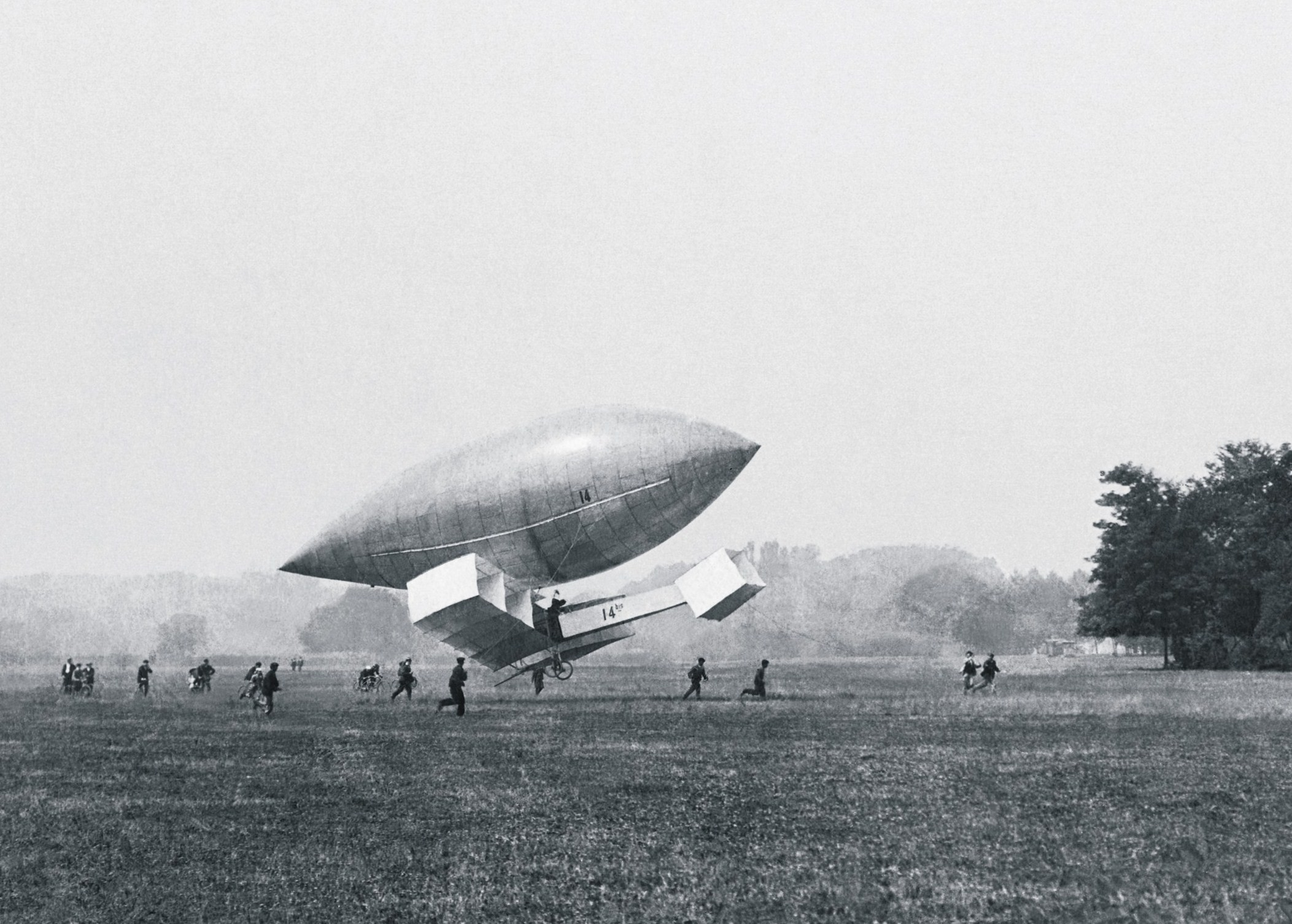
L'assemblage du no 14 et du no 14-bis.

#### Le 14-bis
Il a appelé son aéroplane « 14-bis » parce que, pour ses premiers essais de sustentation, cette machine était suspendue sous un dirigeable immatriculé « 14 » (image ci-contre).

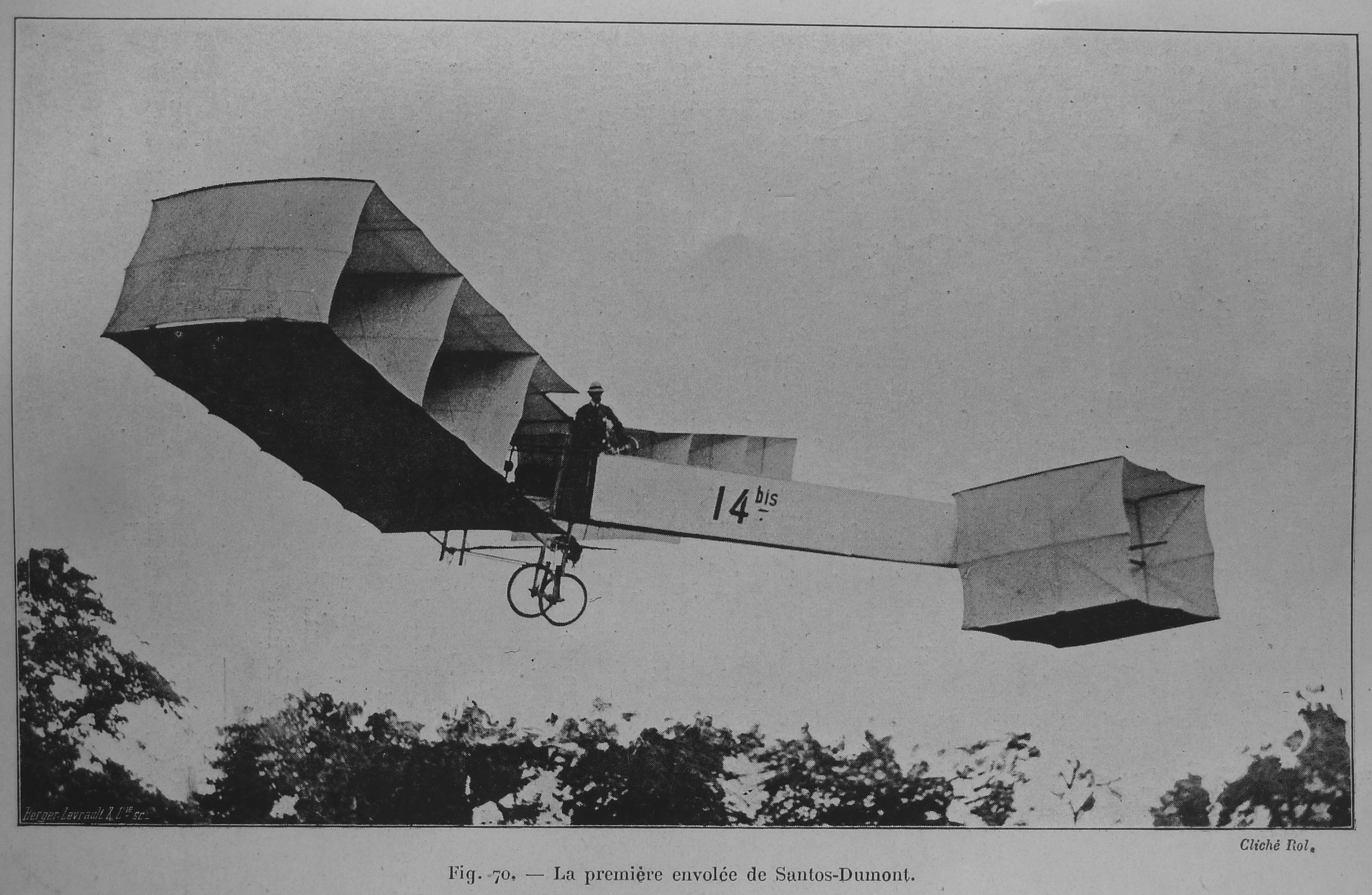
Premier envol de Santos-Dumont, le 23 octobre 1906.

Le 23 octobre 1906, dans la plaine de jeux de Bagatelle à côté du parc de Bagatelle, Santos-Dumont parvient à maintenir son 14-bis, un biplan à moteur Antoinette d’une puissance de 50 ch au-dessus du sol sur une distance d’une soixantaine de mètres « au-dessus de l’herbe ». L'histoire retient cet événement comme le premier vol public et contrôlé officiellement d’un plus lourd que l'air à moteur,.

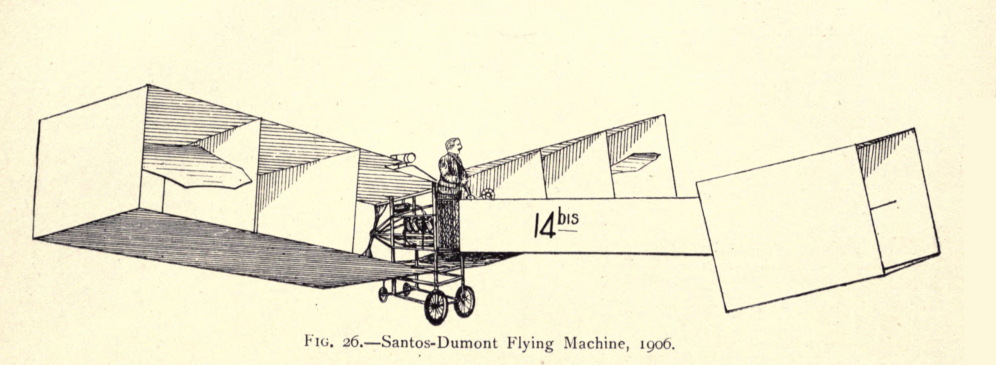
14 bis de Santos-Dumont, deuxième version avec ses ailerons hexagonaux dans les cellules externes des ailes.

Début du deuxième vol d'Alberto Santos-Dumont. Les ailerons octogonaux dans les cellules externes de l'aile sont bien visibles, ainsi que l'instabilité en roulis qu'ils étaient censés corriger.

Conforté par cet exploit, le 12 novembre 1906, il franchit en vol, avec un 14 bis modifié par l'ajout d'ailerons dans les cellules externes des ailes, une distance de 220 mètres en 21 secondes, à une hauteur atteignant deux mètres et à la vitesse – considérable pour l'époque – de 41,3 km/h ; cette prouesse figure sur les tablettes de la toute nouvelle Fédération aéronautique internationale comme le premier record du monde d'aviation. Il remporte ainsi le prix de l’Aéro-Club de France qui s'élève à 1 500 francs (prix remis à l'aviateur réalisant un vol en ligne droite d'au moins 100 mètres). S'ensuit une controverse - toujours d'actualité - Santos-Dumont revendiquant être le premier à avoir quitté le sol à bord d'un aéronef « plus lourd que l’air » motorisé (en l'occurrence par un moteur à combustion interne), alors qu'Ader, sous contrat avec l'armée française, avait peut-être décollé en 1890 sur un aéronef propulsé par un moteur à vapeur.
Le 22 novembre 1906, Santos-Dumont remporte le prix d'aviation créé conjointement par Deutsch de la Meurthe et Ernest Archdeacon.

#### Leno15

Le no 15 au décollage.

En 1907, il tente à quinze reprises des vols motorisés avec les moteurs Antoinette. Bon nombre furent des échecs. Encore en 1907, Santos-Dumont présente un nouveau modèle, un biplan cellulaire, cette fois ci en configuration classique (moteur à l'avant, empennage à l'arrière). Endommagé aux essais puis réparé et modifié, il n'a pas été poursuivi.

#### La Demoiselle

Décollage d'une Demoiselle de Santos-Dumont.

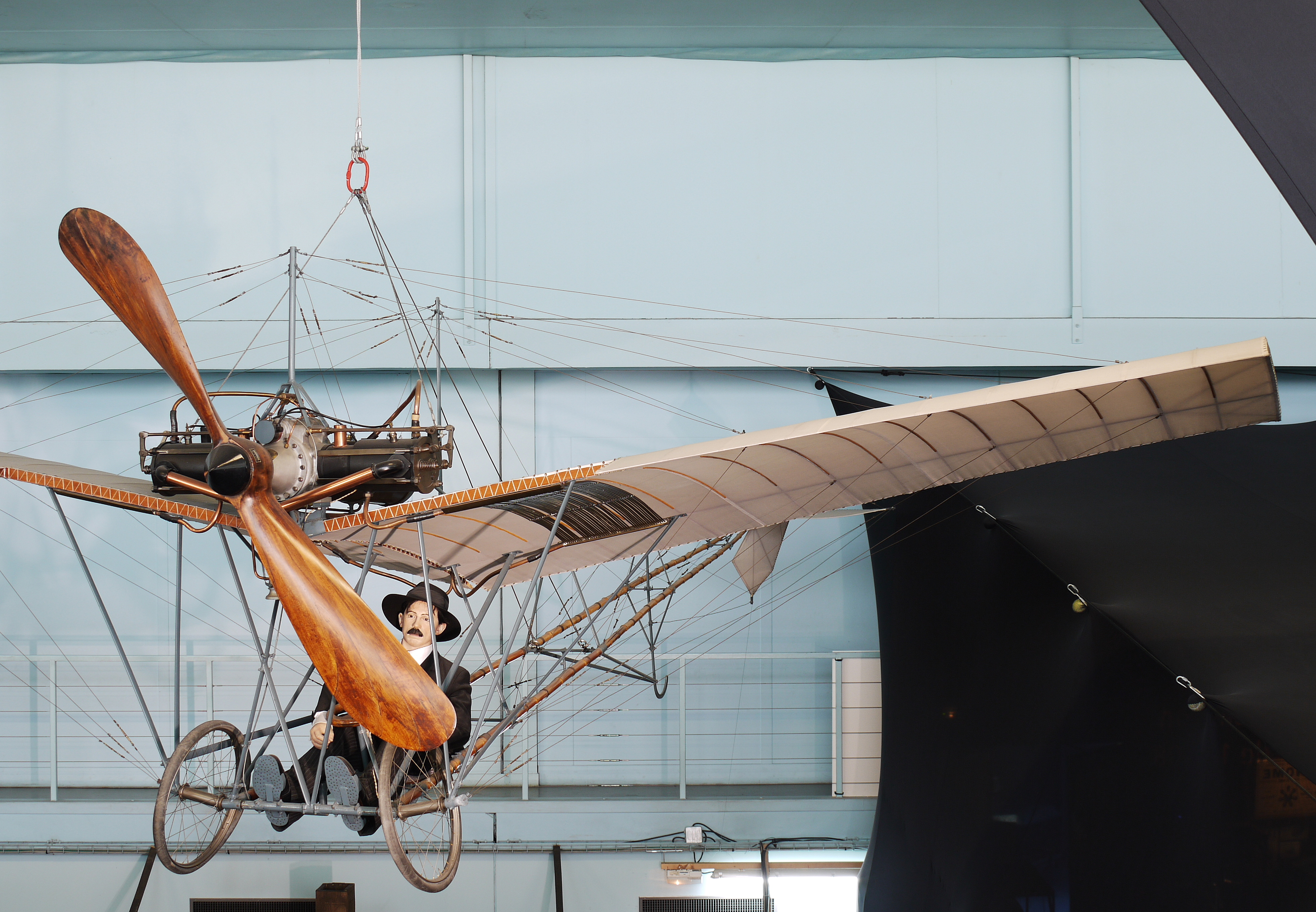
Demoiselle no 21 de 1909 au musée de l'air et de l'espace du Bourget.

Fin 1907, l'aviation a pris son essor avec les vols des Wright, Farman et Blériot ; Santos-Dumont abandonne le dirigeable. Espérant disputer à Farman le Grand Prix d'aviation , il entreprend la construction de la « Demoiselle », petit monoplace à aile haute ultra léger (56 kg à vide). Achevée fin 1908, la Demoiselle type 19 a été modifiée et améliorée au fil des versions successives, 20 à 22. De petites dimensions, simple et léger, préfigurant nos ULM actuels, l’appareil est une des premières machines volantes construites en petite série, avec le Flyer des Wright. Ces appareils étaient d’une incroyable maniabilité, si bien qu’ils devinrent les vedettes des exhibitions aériennes que le public réclamait.
De futures grandes figures de l’aviation réalisent leur premier vol aux commandes de la Demoiselle : Roland Garros, Audemars et Brindejonc des Moulinais firent leurs débuts sur des « Demoiselle » ; on les appelait alors les « demoisellistes ».

Le succès de ces réalisations fit grandir la popularité de Santos-Dumont auprès du public français, mais aussi auprès des vedettes des meetings aériens. Son aura augmenta d'autant plus qu'il offrait gratuitement les plans de ses avions à ceux qui souhaitaient les construire. Les plans de la Demoiselle no 20 ont été publiés dans la revue américaine Popular Mechanics en juin 1910.
C'est l’ultime appareil conçu et piloté par Santos-Dumont avant qu'il cesse toute activité dans l'aéronautique.

##### Septembre 1909: Bois d'Arcy - Crespières

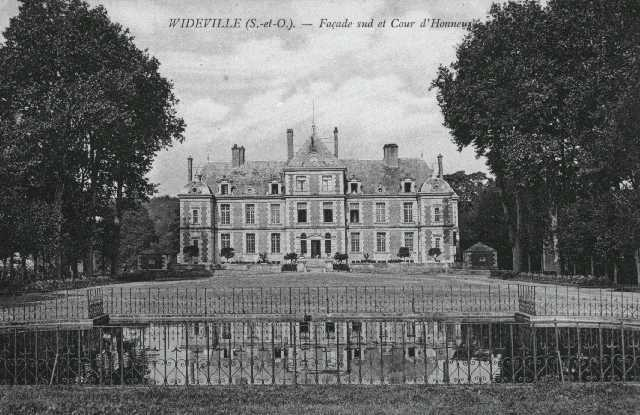
Château de Wideville, façade sud et cour d'honneur.

Dans l’après-midi du 17 septembre 1909, après avoir effectué un vol de quelques kilomètres la veille, il décolle de nouveau de Bois d'Arcy, mais une panne de carburant le contraint à atterrir près de Crespières. Un témoin, dénommé Baguelin, le conduit au château de Wideville, seul endroit des environs qui dispose de bidon de pétrole, car le comte Hector de Galard, propriétaire du lieu, possède une automobile. La machine est acheminée sans difficulté à dos d’homme et le comte propose à son hôte surprise de passer la nuit au château, son appareil logé dans une grange.
Le lendemain matin, une série de photos devenues célèbres, conservées par le Musée de l’Air, est prise devant le château. Le comte ramène le Brésilien et sa machine à Bois-d’Arcy sur son automobile.

##### 1910: le dernier vol

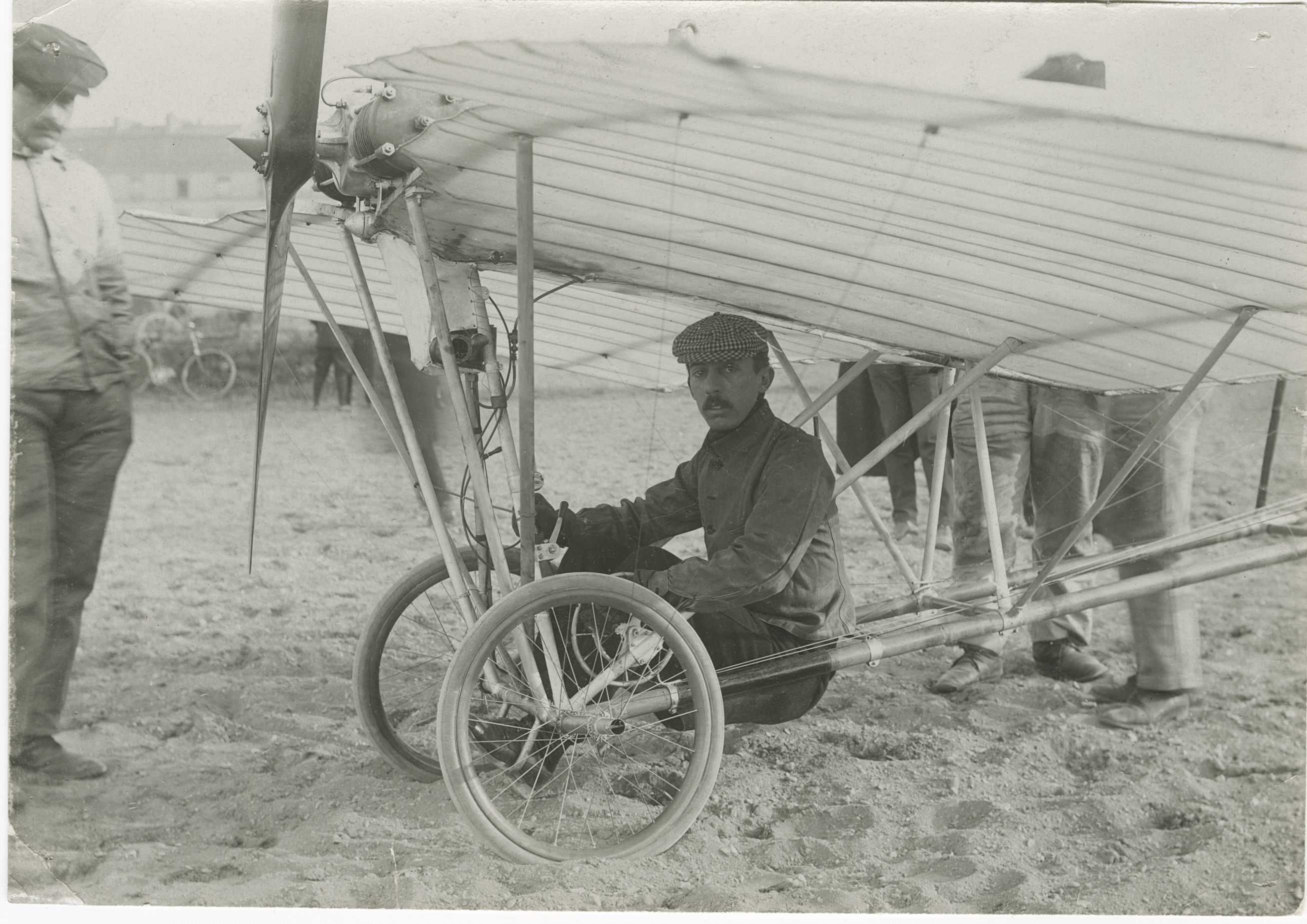
Santos-Dumont en 1910.

Santos-Dumont fait son dernier vol comme pilote sur une Demoiselle le 4 janvier 1910. Le vol se termine par un accident : un hauban d’aile casse alors qu'il volait à une altitude d'environ 25 m, provoquant le détachement de l’aile et sa chute dans un arbre. Santos-Dumont en réchappe avec juste quelques contusions, tandis que ce même jour le pionnier Léon Delagrange périt en pilotant un Blériot.

### Retraite

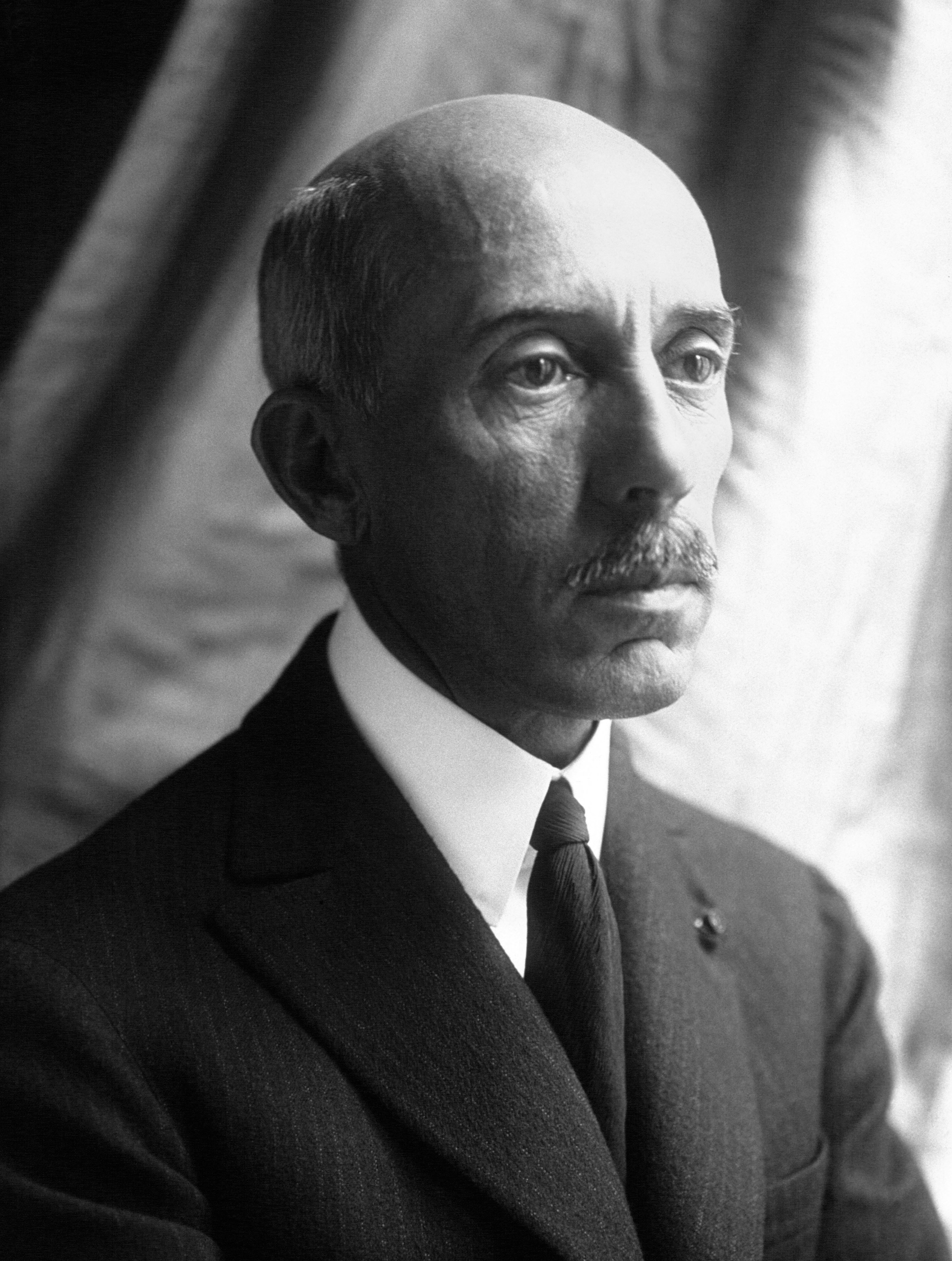
Alberto Santos-Dumont en 1922.

En mars 1910 Santos-Dumont annonce qu'il abandonne l'aviation, et son intention de vendre son avion et son atelier après avoir licencié son personnel. Reclus chez lui, il souffrait, disait-on, d'une dépression nerveuse causée par le surmenage. Il est probable également que se manifestaient les premiers signes de la sclérose en plaques dont il souffrit gravement plus tard.

#### Accusations et retour au Brésil
En 1911, il déménage dans la petite station balnéaire normande de Benerville (renommée Benerville-sur-Mer après 1949), située près de Deauville, où il s'adonne à l'astronomie. Après le déclenchement de la Grande Guerre en 1914, des voisins, ignorant sa renommée et ses exploits passés à Paris quelques années plus tôt, l’accusent d’être un espion allemand suivant l’activité navale française, induits en cela par son télescope de fabrication allemande et son accent étranger,. Cela conduit la gendarmerie à perquisitionner à son domicile de façon brutale. Bouleversé par cette accusation, et déprimé par sa maladie, Santos-Dumont brûle tous ses papiers, plans et notes, vend sa maison et retourne au Brésil. Pour cette raison, il reste aujourd’hui peu d'informations directes concernant ses conceptions.

#### Engagement politique
Après la Première Guerre mondiale, Santos-Dumont revient vivre en France une dizaine d’années. Mais la perspective de voir évoluer l'aviation aux seules fins militaires le révulse. À l'occasion de la première conférence sur le désarmement, organisée par la Société des Nations, il écrit une lettre-manifeste publique s'élevant contre l'utilisation de l'aviation à des fins militaires et dans laquelle, on peut lire cette phrase :
« Je n’ai jamais pensé que ma création puisse permettre à des frères de tuer des frères [...] »

#### Mort au Brésil
En 1928, atteint d'une maladie auto-immune, la sclérose en plaques (SEP), l'aviateur retourne dans son pays natal où il est acclamé comme un héros, et participe encore à quelques meetings. Mais en 1932, la vision des avions bombardant la population lors de la révolution constitutionnaliste le démoralise. Il finit par se suicider dans une chambre du Grand hôtel de Guarujá le 23 juillet 1932. 

### La montre bracelet

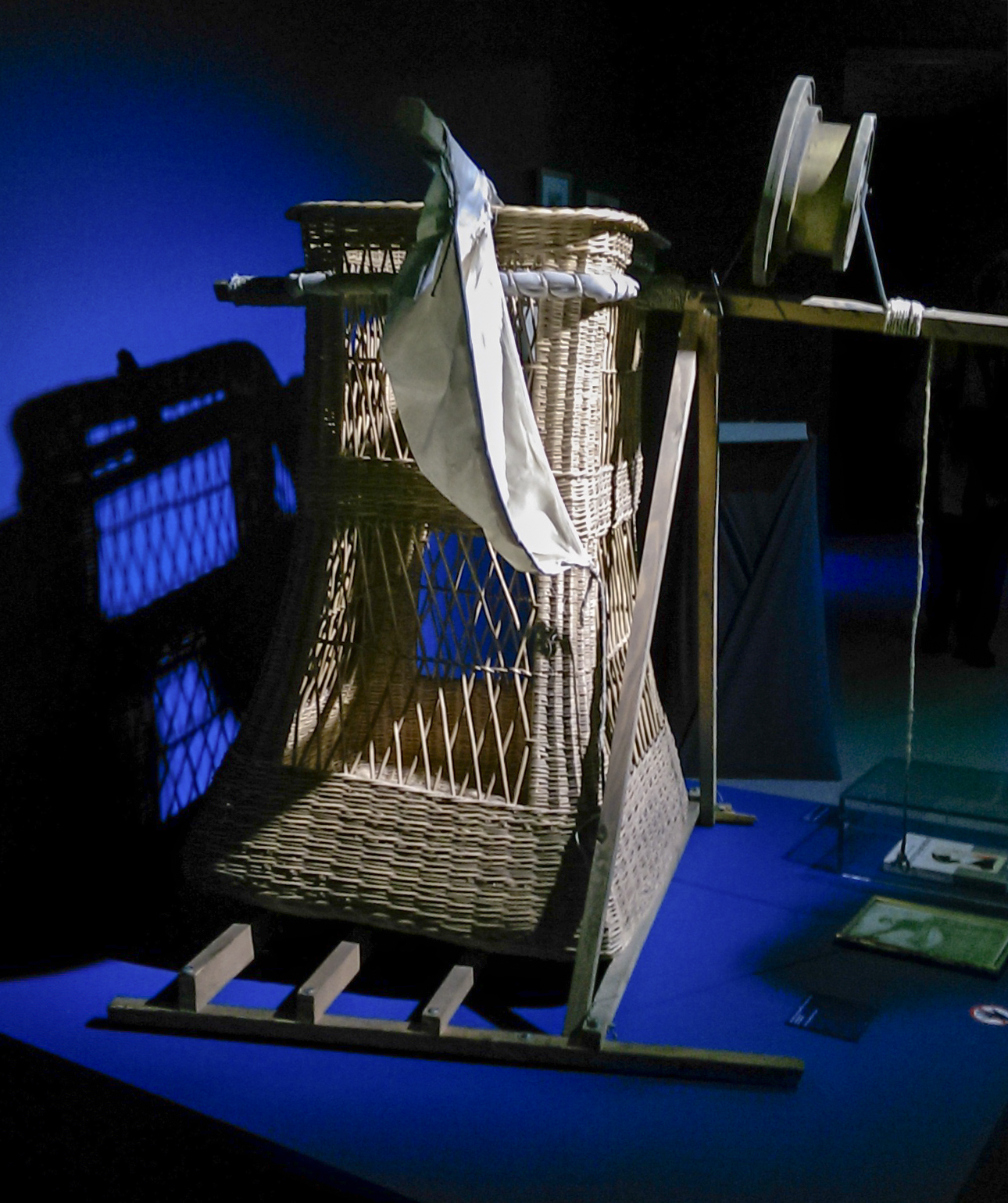
Nacelle ayant appartenu à Alberto Santos-Dumont.

Alberto Santos-Dumont est souvent crédité de l'invention de la montre bracelet portée au poignet avec une lanière de cuir. À la Belle Époque les hommes assez riches pour s'offrir une montre utilisaient universellement la montre gousset (familièrement appelée « oignon ») portée dans une poche ad-hoc du gilet et retenue par une chaîne ouvragée en métal précieux.
Afin de pouvoir chronométrer ses records, Santos-Dumont avait besoin d'une montre, mais pas question de lâcher une seule seconde les commandes de son fragile et instable aéroplane. Il aurait donc commandé spécialement à un joaillier parisien, Louis Cartier, une montre modifiée pour être portée au poignet. Par la suite, l'aviation étant devenue une passion médiatisée, la mode s'empara de l'objet qui devint le signe distinctif des hommes et des femmes qui souhaitaient apparaître sportifs et entreprenants.
Le joaillier Cartier a accrédité ce récit en baptisant « Santos » une montre de luxe supposée être une réplique de la montre de l'aviateur.

## Distinctions et évocations

### Distinctions
- Commandeur de la Légion d'honneur[30].
- Santos-Dumont a favorisé la création du parc national de l'Iguaçu à la frontière argentino-brésilienne. Une statue située dans la partie brésilienne du parc commémore cette intervention.

### Évocations
À la télévision
- Santos-Dumont est interprété par Denis Manuel dans la série Les Faucheurs de marguerites (1974).

Au cinéma
- Le film d'animation Victoire dans les airs, produit par les Studios Disney, sorti en 1943, évoque de façon très courte les exploits d'Alberto Santos-Dumont.
- Le film d'animation franco-belgo-allemand de Michel Ocelot sorti en 2018, Dilili à Paris, représente Alberto Santos-Dumont avec la jeune héroïne du film qui l'emmène dans le ciel de Paris[31].
- Le film Odyssée de la marque Cartier rend hommage à Santos-Dumont.

Autres domaines
Dans le roman Mort à crédit, de Louis-Ferdinand Céline, Santos-Dumont est cité au milieu d'autres grands noms de l'aéronautique sur les cartes qui tapissent les murs de la chambre de l'oncle Édouard. Son nom est accompagné de la mention « fœtus intrépide ! ».
Santos-Dumont est cité dans une conférence de Stefan Zweig de 1936 mise en texte dans Die Press en 2016, où il est cité comme celui qui fit frissonner les foules européennes en étant le premier à s'élever au dessus de la terre ferme en avion

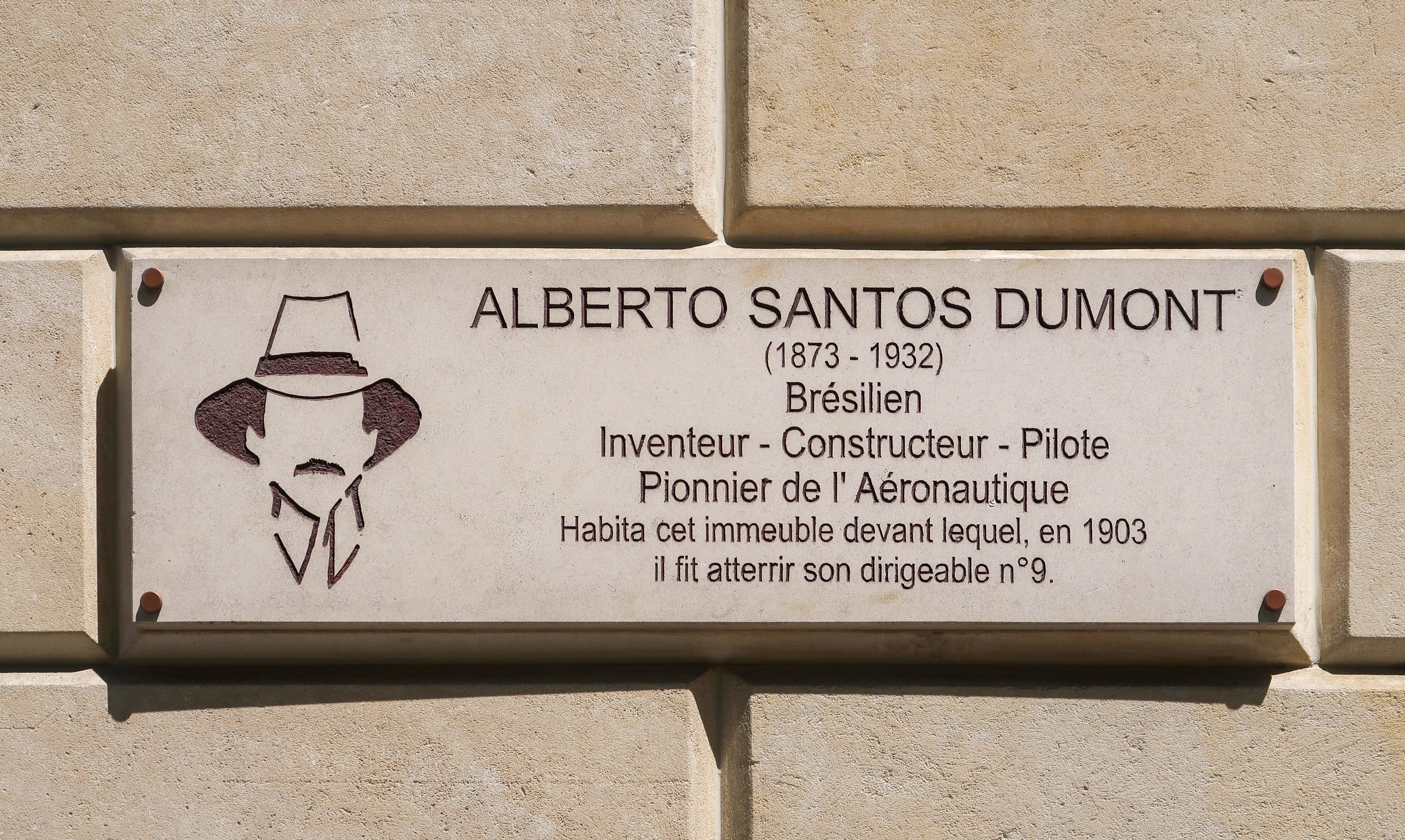
Plaque commémorative 114, avenue des Champs-Élysées.

- En 1904, le joaillier Louis Cartier, dont il est l'ami, crée pour lui une montre spécifiquement conçue pour être portée au poignet avec un bracelet de cuir[34].
- En 1973, la Poste française émet un timbre à son effigie, d'une valeur de 0,50 FF, avec une surtaxe de 0,10 FF au profit de la Croix-Rouge française. Sa première oblitération fut effectuée à l'aéroport du Bourget, le 28 mai 1973[35].
- Une plaque commémorative lui rend hommage au no 114 avenue des Champs-Élysées, où il vécut.

### Odonymie
- Le second aéroport de la ville de Rio de Janeiro porte son nom : l'aéroport Santos-Dumont.
- Il existe à Paris, deux voies portant son nom dans le 15e arrondissement : la rue Santos-Dumont et la villa Santos-Dumont. En Île-de-France, une autre rue porte son nom[36], celle-ci étant associée à une stèle commémorative créée à Bois-d'Arcy, près de Paris[37].
- Plusieurs voies portent également son nom dans de nombreuses villes françaises, dont notamment à Lyon dans le 8e arrondissement[38], à Nantes dans le quartier Nantes Nord, à Suresnes dans les Hauts-de-Seine et à Nouméa en Nouvelle-Calédonie.
- Le lycée Santos-Dumont, lycée des métiers de la restauration, du commerce et de la gestion situé à Saint-Cloud, également dans les Hauts-de-Seine, porte le nom de Santos-Dumont depuis 1971[39].
- Il existe un cratère lunaire (Santos-Dumont (en)) portant son nom.

Quelques photos de plaques de rue et de bâtiments rendant hommage à Alberto Santos Dumont
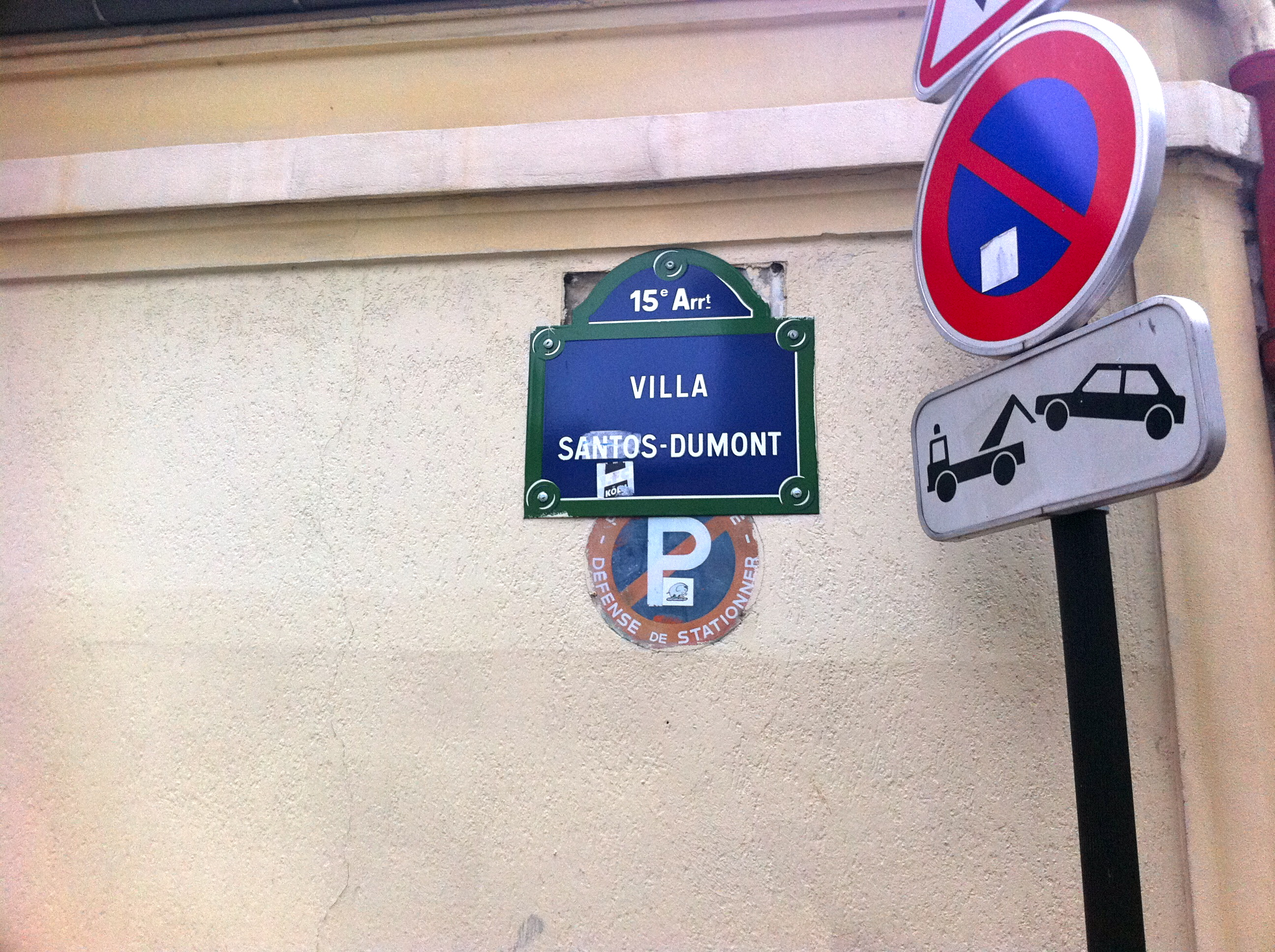
Plaque de la villa Santos-Dumont à Paris.
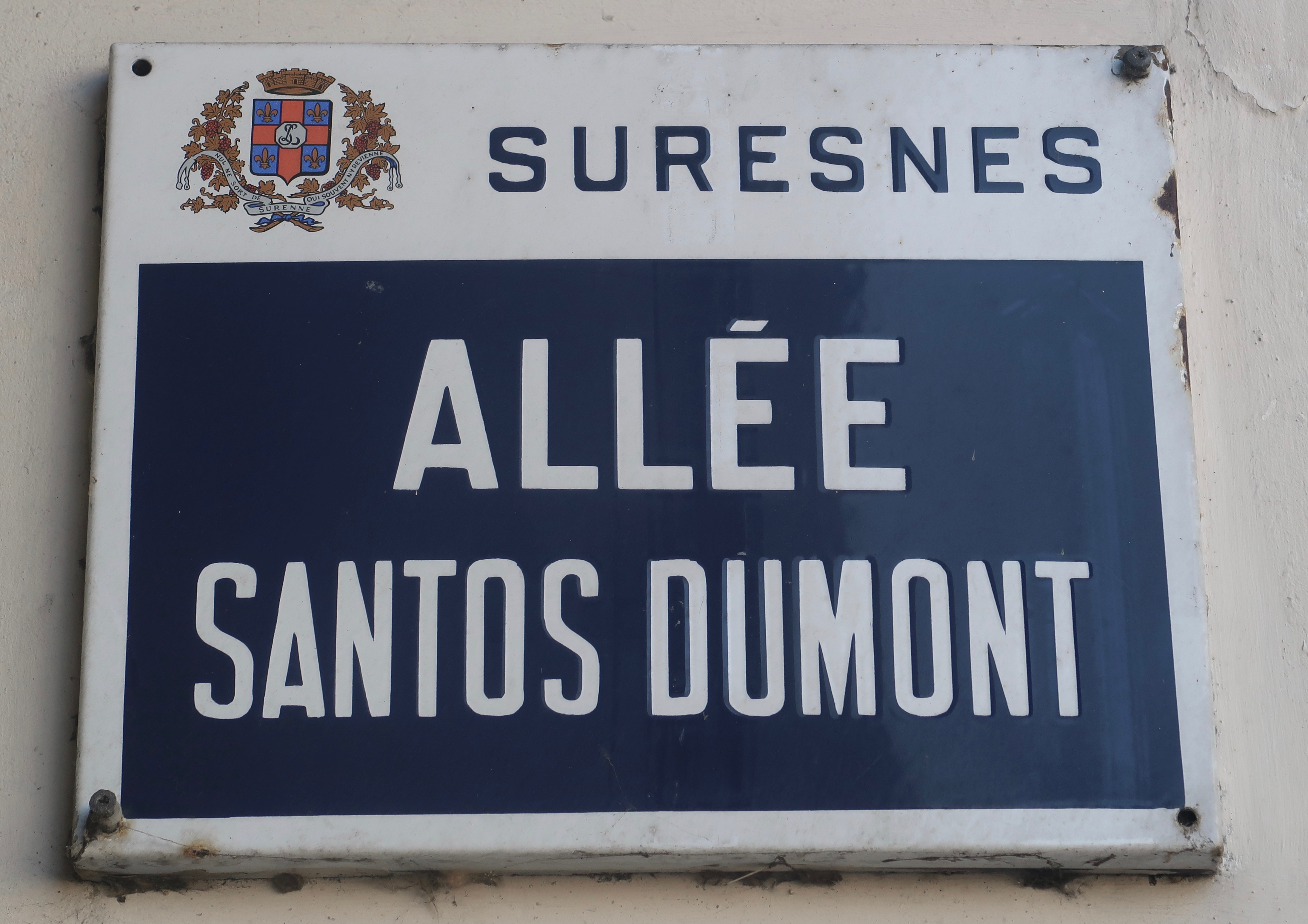
Plaque de la rue Santos-Dumont à Suresnes.
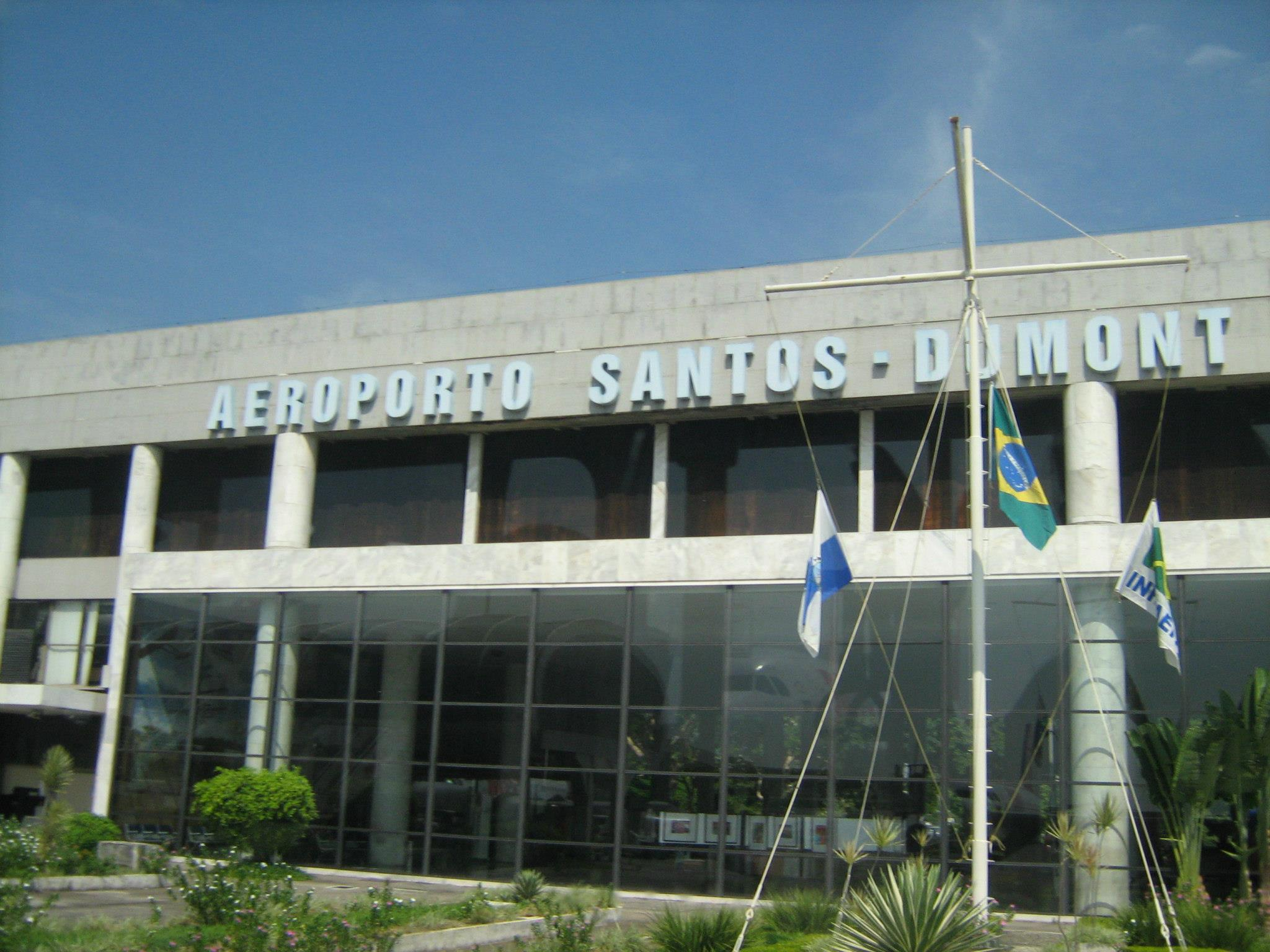
Aéroport Santos-Dumont à Rio de Janeiro.

### Santos-Dumont dans l'art
France
- Un monument, avec son portrait en médaillon et une statue d'Icare, installé en 1913 près de la gare des Coteaux à Saint-Cloud  par l'Aéro-Club de France, qui lui rend hommage[40],[41].

Monument à Santos-Dumont, gare des Coteaux Saint-Cloud
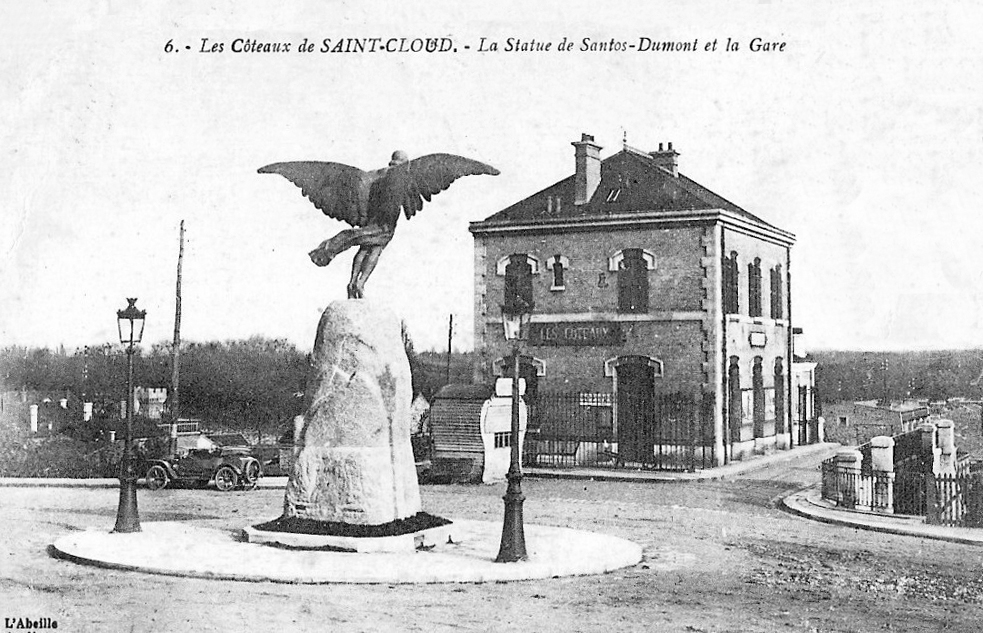
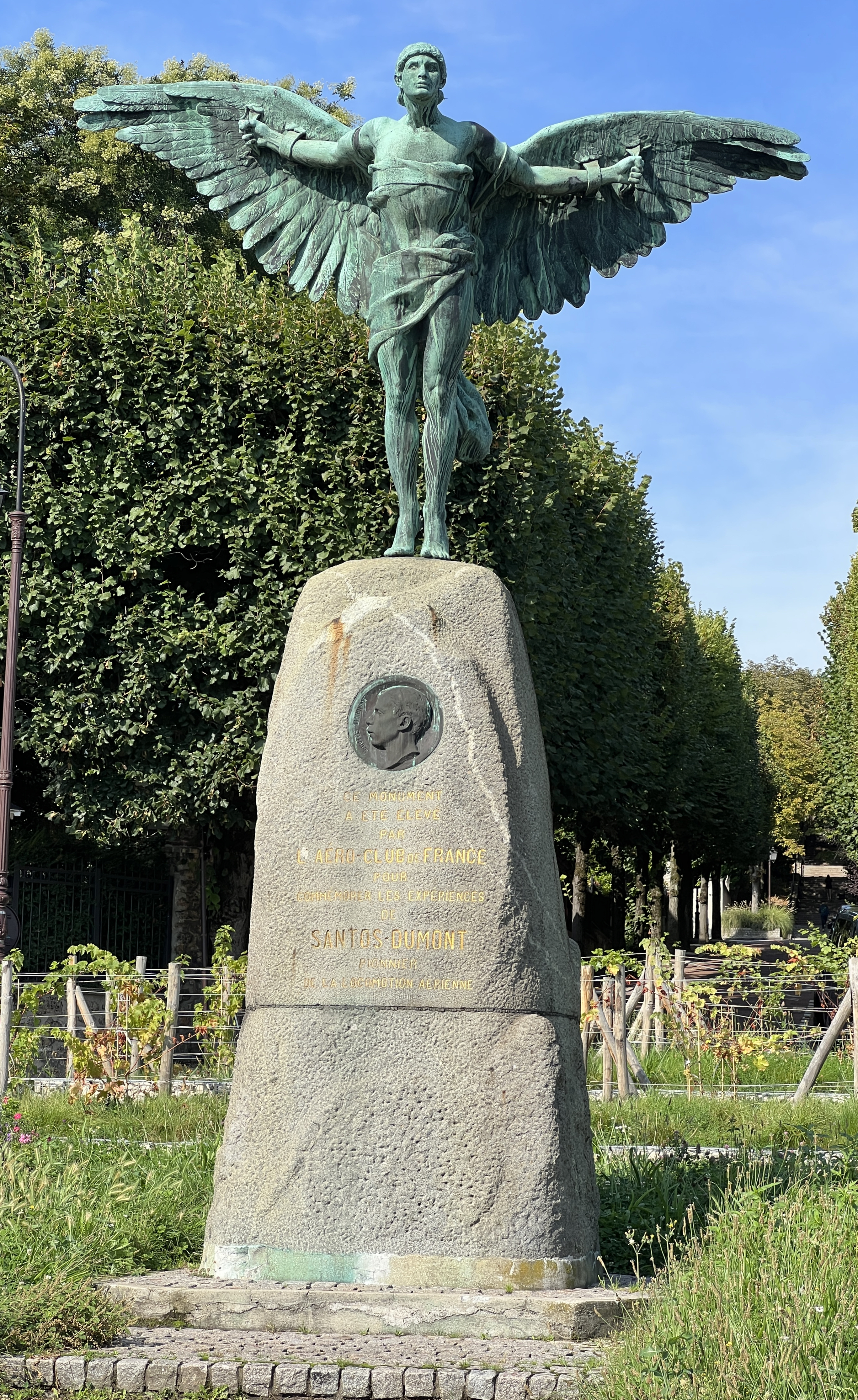
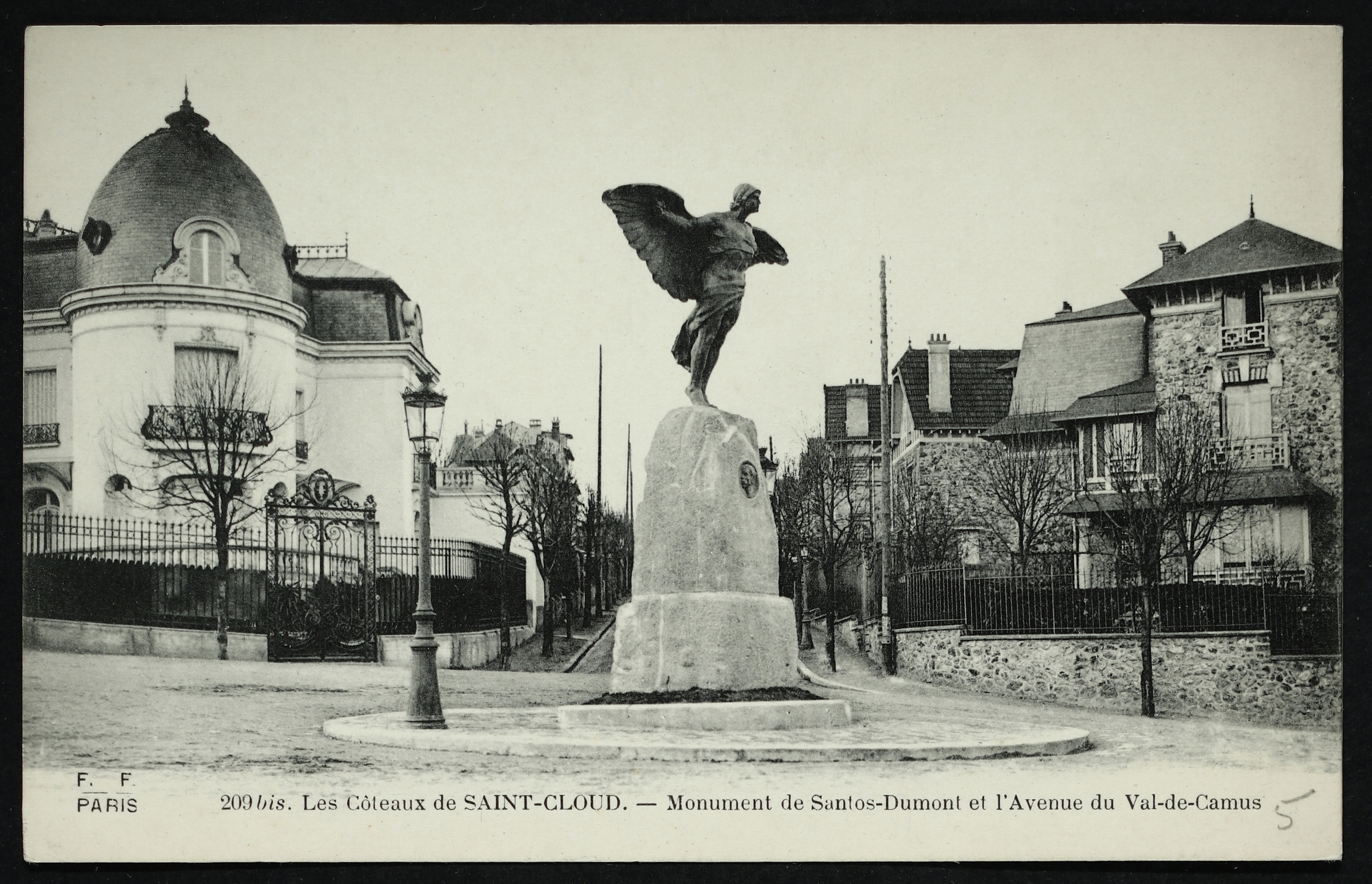

- Un buste est offert par le Brésil au lycée Santos-Dumont de Saint-Cloud en 1973.
- Un monument commémorant son vol du 12 novembre 1906 est installé dans la plaine de Bagatelle, ancien champ d'entraînement du bois de Boulogne.
- Un buste a été érigé à Bois-d'Arcy pour honorer ses tests aériens réalisés sur le terrain de la commune, situé approximativement là où se trouve actuellement le centre commercial Leclerc.

À l'étranger
- Un buste se trouve à Washington, D.C. (États-Unis).
- Un buste se trouve à Petrópolis (Brésil).
- Le monument aux pionniers de l'aviation à Petrópolis (Brésil) lui rend hommage.
- Portrait de Santos-Dumont à Barcelone, MNAC

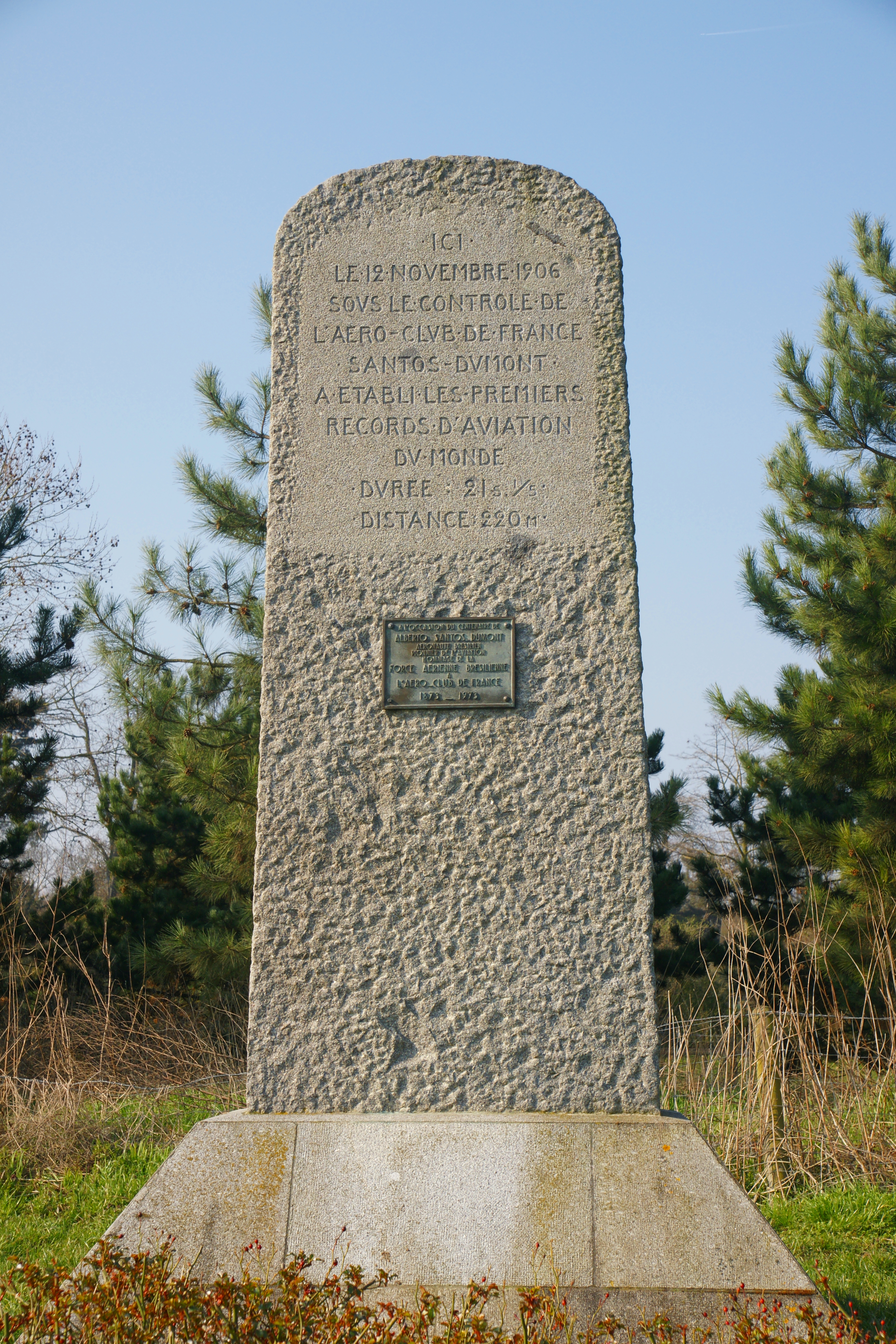
Monument de Bagatelle.
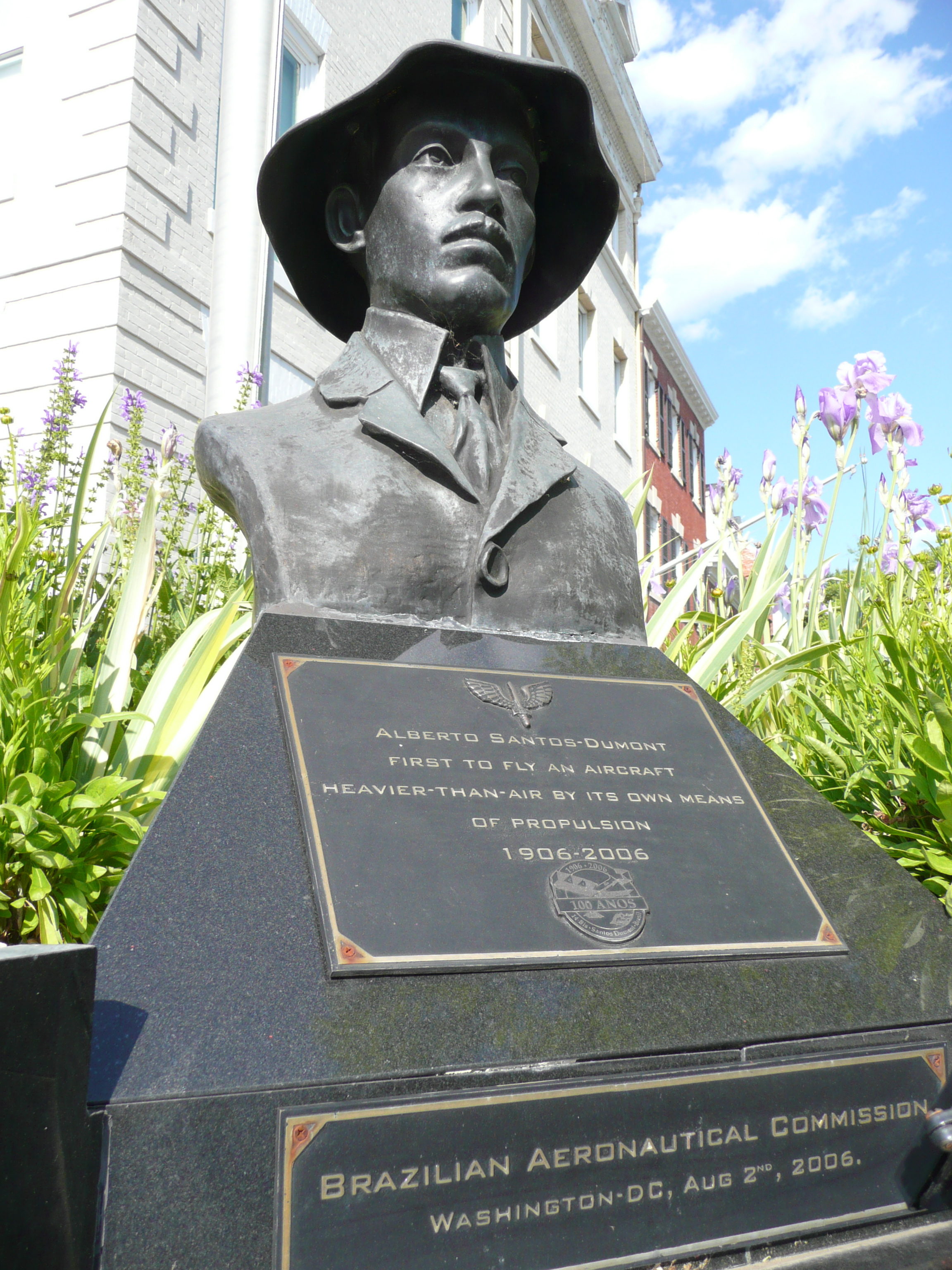
Buste à Washington.
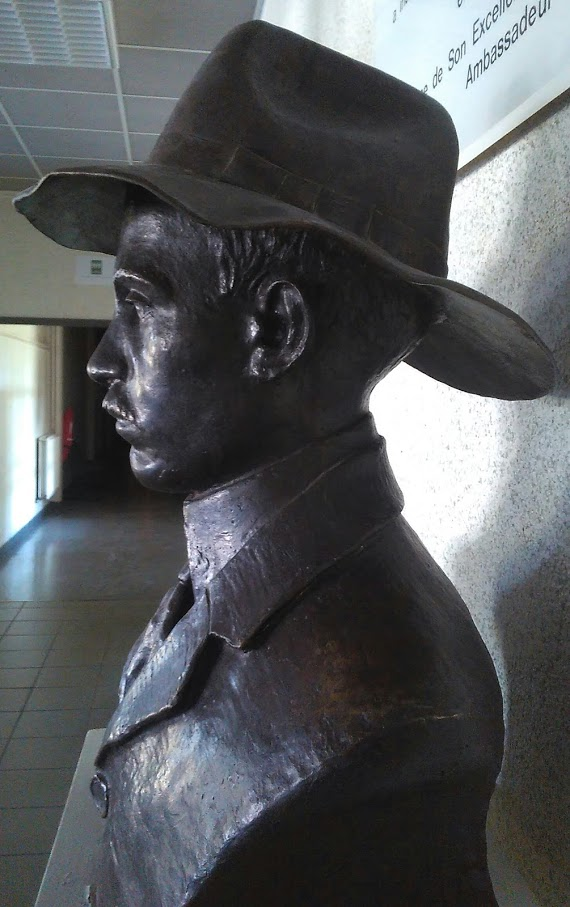
Buste du lycée Santos-Dumont.
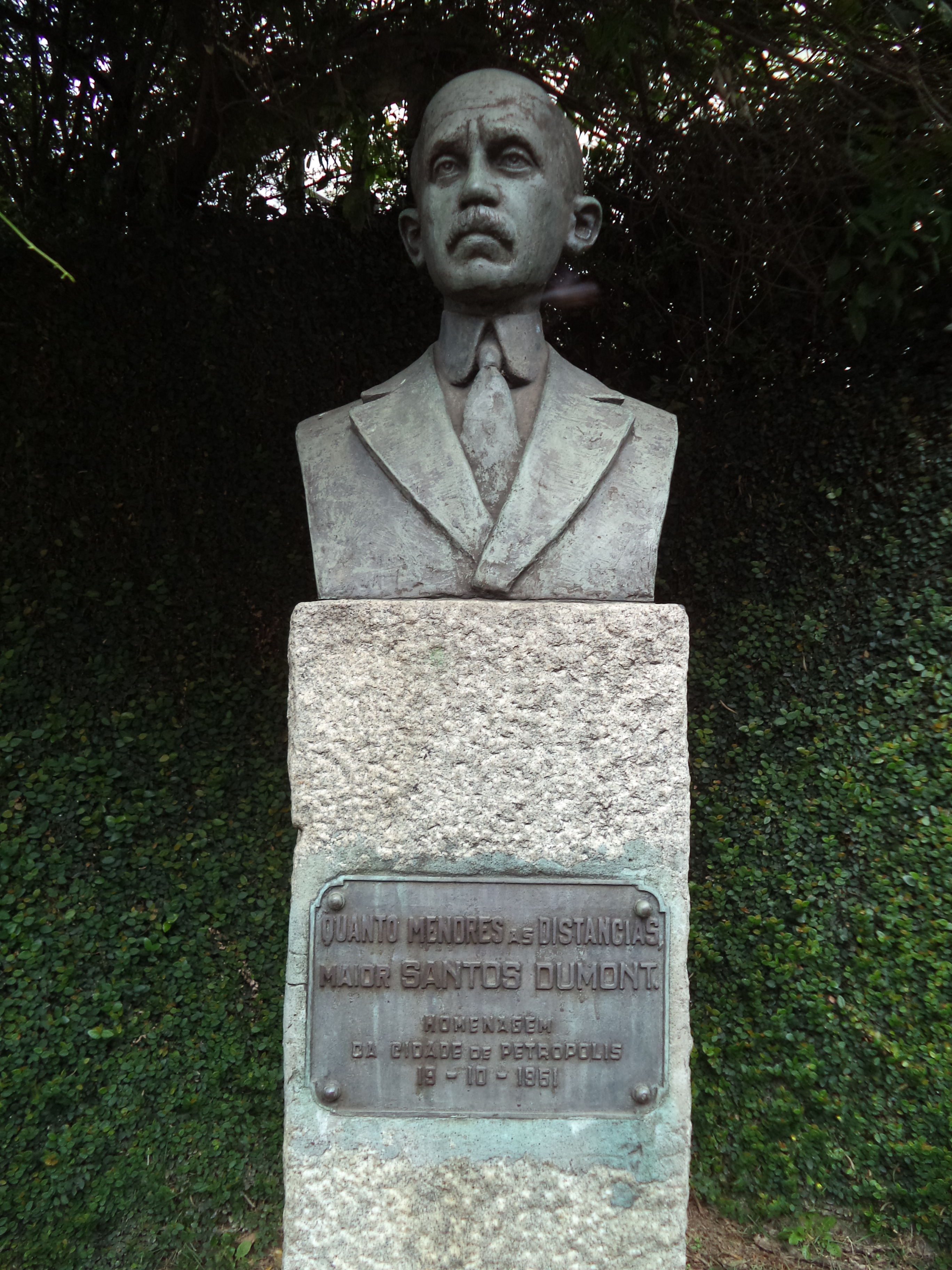
Buste de Petrópolis.
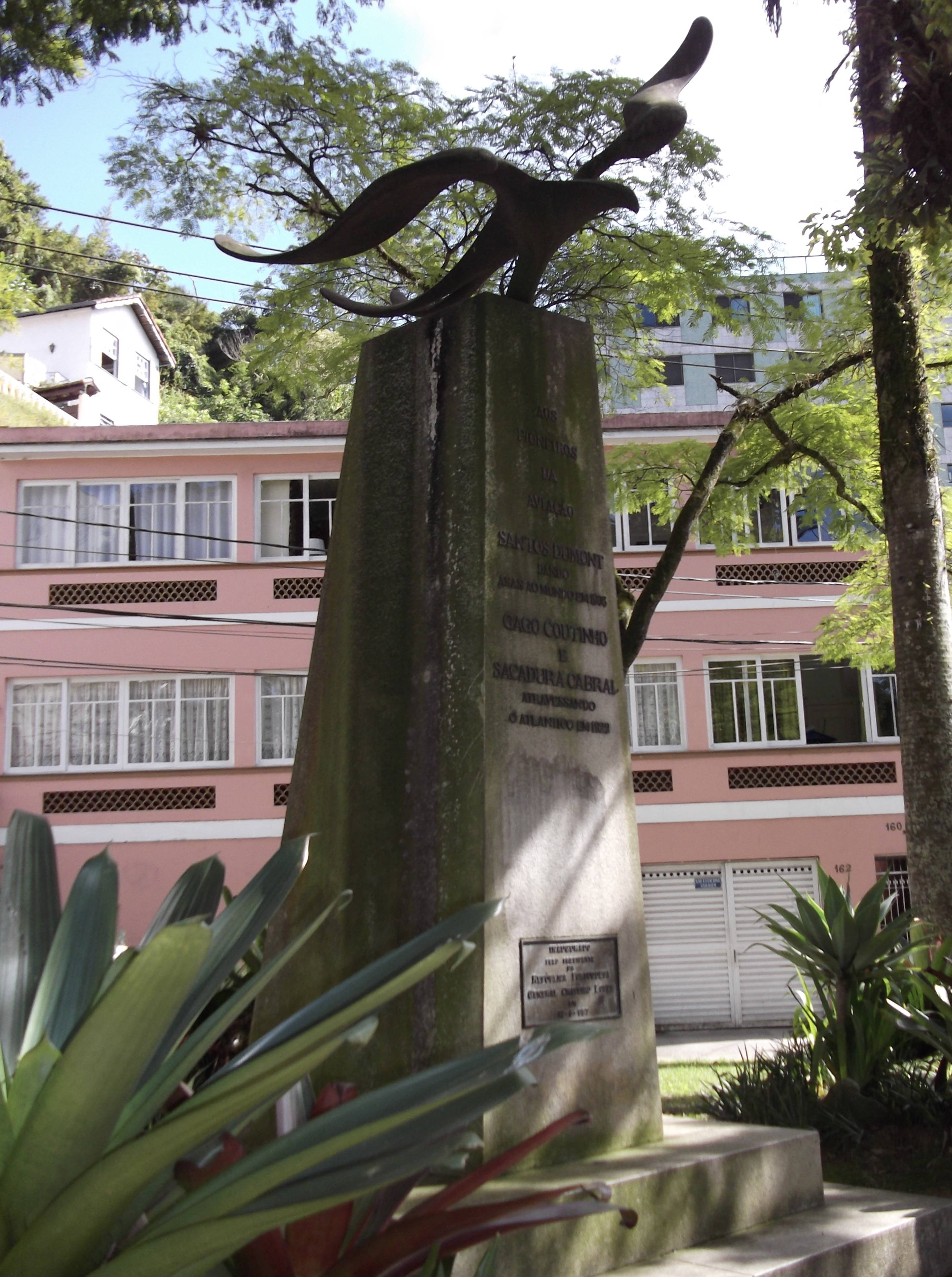
Monument aux pionniers de l'aviation à Petrópolis.
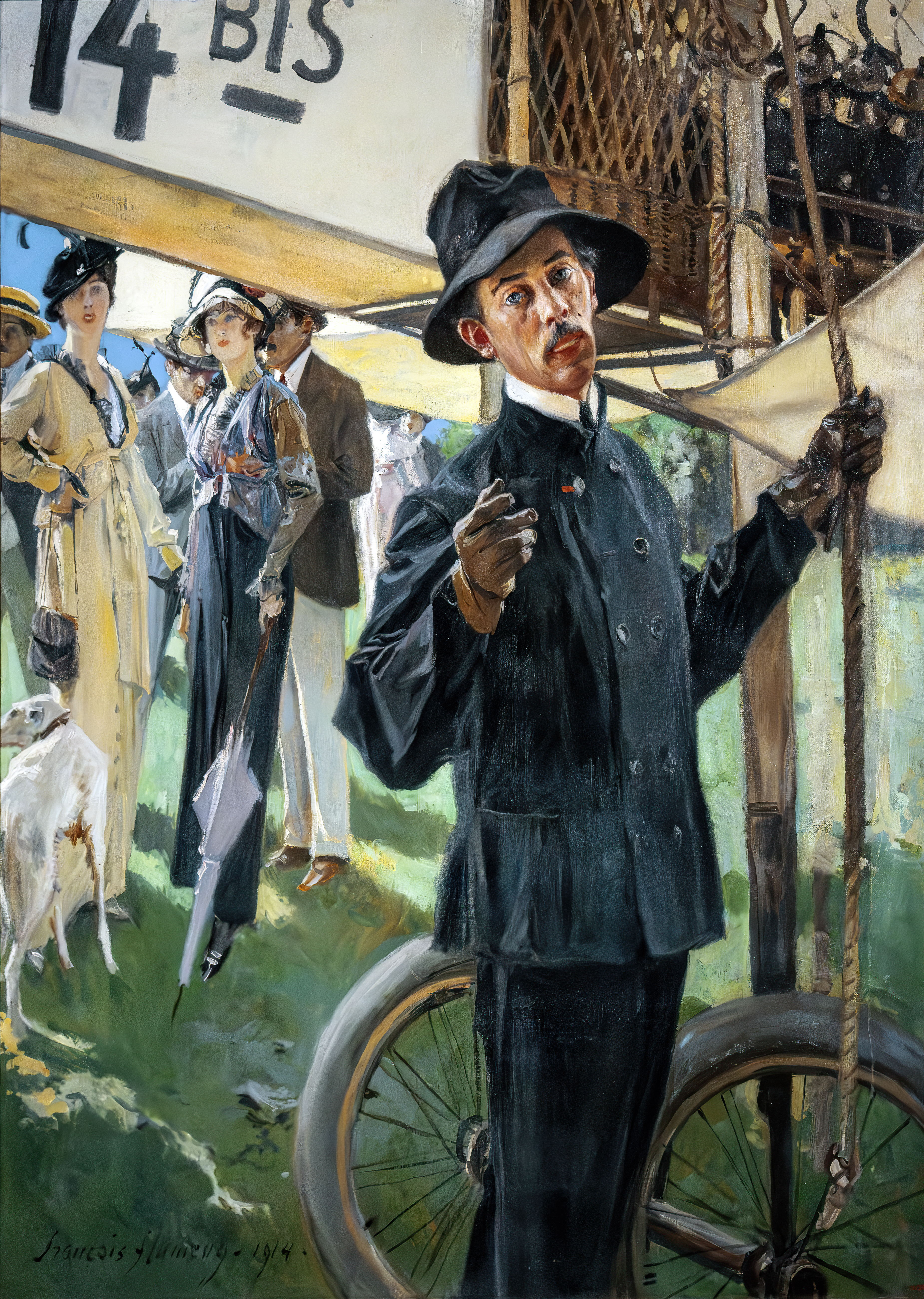
Portrait de Santos-Dumont à Barcelone, MNAC

## Publications
- Dans l'air, A. Santos-Dumont, Paris 1904, Ouvrage orné de nombreuses illustrations et des épures exécutées par Santos-Dumont, pour ses différents dirigeables[43].
- Dans l'air (éd. 1904), Hachette Livre - BNF
- Ce que j’ai vu, ce que nous verrons, traducteur : Benjamin Voisin. 2022.  (ISBN 979-8423086657)
- (en) My Airships, Londres, Prometheus Press, 2005.  (ISBN 978-85-99240-02-1).
- (en) My Airships, The Story of My Life By Alberto Santos-Dumont, Londres, Grant Richards, 1904[44].